# Pedra rúnica de Kingittorsuaq
A Pedra Rúnica de Kingittorsuaq (em dinamarquês:  Runestenen fra Kingittorsuaq;  PRONÚNCIA) é uma pequena pedra rúnica, encontrada na ilha de Kingittorsuaq, a norte de Upernavik, na costa oeste da Gronelândia. É a única prova definitiva da presença dos nórdicos no norte da Gronelandia na época da Idade Média.                                                                                                                                                 

A pedra é constituída por um pequeno pedaço de ardósia, medindo 10 cm de comprimento.                                                                                                     Foi descoberta em 1824, num montículo de pedras no cume de uma montanha da ilha.                                                                                                              Encontra-se depositada no Museu Nacional da Dinamarca, em Copenhaga.

Contem um texto, datada para cerca de 1300, sobre três caçadores nórdicos que estiveram no norte da Gronelândia.

## Texto
ᛂᛚᛚᛁᚴᚱ᛫ᛌᛁᚴᚢᛆᚦᛌ᛬ᛌᚮᚿ᛬ᚱ᛫ᚮᚴ᛫ᛒᛆᛆᚿᚿᛂ᛬ᛐᚮᚱᛐᛆᚱᛌᚮᚿ᛬ ᚮᚴᛂᚿᚱᛁᚦᛁ᛫ᚮᛌᛌᚮᚿ᛬ᛚᛆᚢᚴᛆᚱᛑᛆᚴ᛫ᛁᚿ᛬ᚠᛦᚱᛁᚱ᛫ᚵᛆᚴᚿᛑᛆᚵ ᚼᛚᚮᚦᚢ᛫ᚢᛆᚱᛑᛆᛐᛂ᛫ᚮᚴᚱᛦᛑᚢ᛬

Tradução:
 
”O filho de Erling Sigvath e o filho de Baarne Thordar e o filho de Enriði Ás, no sábado anterior ao dia da rogação, ergueram esta pedra e …”